# Страна Лавкрафта (роман)
«Страна Лавкрафта» (англ. Lovecraft Country) — роман в жанре тёмного фэнтези и ужасов писателя Мэтта Раффа, вышедший в 2016 году. В романе исследуется связь между ужасами Говарда Лавкрафта и расизмом в США в эпоху законов Джима Кроу, пережитой чернокожим фанатом фантастики Аттикусом Тёрнером и его семьёй. Книга была издана издательством HarperCollins.

## Отзывы
Publishers Weekly высоко оценил Раффа за его «впечатляющее владение темой классических ужасов» и отметил, что «самым тревожным» аспектом книги постоянная нетерпимость, испытываемая персонажами. Kirkus Reviews охарактеризовал роман как «череду причудливых химерических приключений» и «жутковато-весёлым пастишем», с похвалой сравнивая его с предыдущими произведениями Раффа.
На Boing Boing Кори Доктороу описал персонажей как «активных протагонистов с жизнью, (…) достоинством, и (…) неукротимым духом» и заметил, что из-за постоянного испытывания ими «приставаний, насилия, экспроприации и наследия рабства» им не нужны Древние Боги для того, чтобы испытывать ужас. На Tor.com Алекс Браун написал, что книга «тщательно и эффективно сочетает в себе расу и ужас» и назвал её «напряжённым триллером, ужасающим кошмаром, душераздирающей трагедией» и «рассказом о том, как держаться за стремление и оптимизм, даже когда по лесу за вами гонится адский зверь из другого измерения».

## Экранизация
В 2017 году HBO объявила о том, что готовит экранизацию романа с Джорданом Пилом и Джей Джей Абрамсом в качестве исполнительных продюсеров и Мишей Грин в качестве шоураннера.